# Joseph Gratry
Auguste Joseph Alphonse Gratry (Lilla, 10 marzo 1805 – Montreux, 6 febbraio 1872) è stato uno scrittore, teologo e presbitero francese.

## Biografia
Già studente del Politecnico di Parigi, fu ordinato prete nel 1832. Fu professore nel Seminario di Strasburgo, poi nel Collège Stanislas di Parigi nel 1842; nel 1847 fu nominato cappellano della Scuola Normale superiore. Nel 1861 divenne vicario generale della diocesi di Orléans e l'anno dopo insegnò etica alla Sorbona di Parigi. Nel 1867 fu membro dell'Accademia francese.
Insieme con il curato di San Rocco, l'abbé Pététot, ricostituì l'Oratorio di Gesù e Maria Immacolata, una società clericale consacrata all'educazione, dal quale fu fatto allontanare dal vescovo di Strasburgo per la sua adesione all'organizzazione pacifista "Lega Internazionale per la Pace".
Gratry fu uno dei principali oppositori della definizione del dogma infallibilità papale, che espresse in molte lettere edite con il titolo Monseigneur l'Evêque d'Orléans et Monseigneur l'Archevêque de Malines che furono condannate ancora dal vescovo di Strasburgo. Gratry dovette fare atto di sottomissione all'autorità del Concilio Vaticano I nel 1871 e si ritirò a Montreux, in Svizzera, dove morì pochi mesi dopo.
Secondo Gratry, dobbiamo cercare la verità con tutte le nostre facoltà – sentimento, immaginazione, amore, ragione: come le cose si conoscono veramente nelle loro relazione con Dio, così l'uomo si valorizza solo nella sua ascesa a Dio. Se nella determinazione dei valori e delle relazioni fra le facoltà umane, Gratry privilegia l'amore, per lui Dio è conosciuto per mezzo della ragione, con un processo analogo a quello sviluppato nelle scienze; di fronte alla bellezza e alla perfezione presente nella natura, l'anima sviluppa una capacità di esaltazione che la innalza dalla propria finitezza all'infinito.

## Opere
- De la connaissance de Dieu, 1855
- La Logique, 1856
- Les Sources, conseils pour la conduite de l'esprit, 1861-1862
- La Philosophie du credo, 1861
- Commentaire sur l'évangile de Saint Mathieu, 1863
- Jésus-Christ: réponse à M. Renan, 1864
- Les Sophistes et la critique, 1864
- La Morale et la loi de l'histoire, 1868
- Souvenirs de ma jeunesse, 1874
- Meditations inédites, 1874
- gratry  Il lavoro intellettuale (le sorgenti, II) Città Armoniosa, 1977, Collana "ex libris"